# Mycomya tricamata
Mycomya tricamata är en tvåvingeart som beskrevs av Wu och Yang 1996. Mycomya tricamata ingår i släktet Mycomya och familjen svampmyggor.
Artens utbredningsområde är Beijing (Kina). Inga underarter finns listade i Catalogue of Life.